# Joël Mercier
Mons. Joël Mercier (* 5. ledna 1945, Chaudefonds-sur-Layon) je francouzský římskokatolický kněz, arcibiskup a sekretář Kongregace pro klérus.

## Život
Narodil se 5. ledna 1945 v Chaudefonds-sur-Layon. Po středoškolských studiích pokračoval ve vyšších studiích na Pařížské univerzitě a roku 1964 vstoupil do univerzitního semináře v Angers. Poté získal bakalářský titul z filosofie a licenciát z teologie, z teologické fakulty Université Catholique de l'Ouest v Angers.
Na kněze byl vysvěcen 27. června 1970 a byl inkardinován do diecéze Angers.
V letech 1971 až 1974 dokončoval svou formaci na Papežské Gregoriánské univerzitě kde získal licenciát a doktorát z kanonického práva. Poté působil jako farní vikář farnosti svatého Josefa v Angers, kaplan katolických kolegií a lyceí v Angers, sekretář biskupa Angers. Roku 1975 se stal členem církevního soudu "Pays de Loire" a poté učitelem teologické fakulty své diecéze.
V lednu 2002 byl jmenován oficiálem Kongregace pro biskupy a v září 2007 duchovním ředitelem francouzského semináře v Římě.
Dne 31. října 2005 mu byl udělen titul Kaplana Jeho Svatosti.
Dne 8. ledna 2015 byl jmenován sekretářem Kongregace pro klérus a titulárním arcibiskupem z Roty.